# Зелен мадагаскарски тъкач
Зеленият мадагаскарски тъкач (Ploceus nelicourvi) е вид птица от семейство Ploceidae.

## Разпространение
Видът е разпространен в Мадагаскар.